# Ropin’ the Wind
Ropin' the Wind — третий студийный альбом американского кантри-певца Гарта Брукса, выпущенный 10 сентября 1991 г и достигший 1-го места в американском хит-параде Billboard 200, став в нём первым для Брукса чарттоппером (где лидировал 18 недель). Также лидировал в кантри-чартах Великобритании, Канады и США (18 недель был № 1 в Top Country Albums в 1991 г и ещё 19 — в 1992). Диск стал самым лучшим альбомом США в 1992 году (Billboard Year-End). По данным RIAA к августу 1993 года альбом получил статус 14-кр. платинового. Три сингла с альбома возглавляли американский Hot Country Songs. В списке лучших альбомов десятилетия 90-х гг. диск занял 12-е место. Особенно заметным стала его переработка песни «Shameless» известного американского автора и исполнителя Билли Джоэла, которую он трансформировал из силовой рок-баллады в современное кантри.
В других своих лучших песнях с этого альбома (What She's Doing Now, The River) Брукс продемонстрировал свой талант как мрачную кантри-балладу наполнить сложными душевными эмоциями.
В ноябре 2015 года журнал Billboard включил альбом «Ropin’ the Wind» в список 200 лучших альбомов всех времён в США (№ 6 в «Greatest of All Time: Billboard 200 Albums», в период с 1963 по октябрь 2015).

## Список композиций
1. «Against the Grain» (Bruce Bouton, Larry Cordle, Carl Jackson) — 2:22
2. «Rodeo» (Larry Bastian) — 3:53
3. «What She's Doing Now» (Pat Alger, Garth Brooks) — 3:26
4. «Burning Bridges» (Stephanie C. Brown, Brooks) — 3:35
5. «Which One of Them» (Brooks) — 2:39A
6. «Papa Loved Mama» (Kim Williams, Brooks) — 2:51
7. «Shameless» (Билли Джоэл) — 4:19
8. «Cold Shoulder» (Kent Blazy, Williams, Brooks) — 3:55
9. «We Bury the Hatchet» (Royal Wade Kimes, Brooks) — 3:05
10. «In Lonesome Dove» (Cynthia Limbaugh, Brooks) — 4:48
11. «The River» (Victoria Shaw, Brooks) — 4:25

A Этой песни не было на оригинальном издании альбома. Она впервые появилась, когда альбом был переиздан в 1998 г. как часть серии альбомов Брукса Limited Series.

## Участники записи
- Гарт Брукс — гитара, вокал
- Mark Casstevens — гитара
- Chris Leuzinger — электрогитара
- Bruce Bouton — гитара, Dobro
- Jerry Douglas — Dobro
- Sam Bush — mandolin
- Rob Hajacos — скрипка
- Bobby Wood — клавишные
- Edgar Meyer — бас-гитара
- Mike Chapman — бас-электрогитара
- Milton Sledge — ударные, перкуссия
- Триша Йервуд, Carl Jackson, Larry Cordle, Susan Ashton — бэк-вокал

## Позиции в чартах
Альбом Ropin' the Wind достиг первого места в американском хит-параде Billboard 200) и лидировал там 18 недель (8 недель в 1991 году и 10 недель в 1992), став первым для Брукса чарттоппером в главном хит-параде США. В кантри-чарте Top Country Albums альбом был № 1 37 недель, в том числе 18 недель в 1991 г и ещё 19 — в 1992 г. В итоге он в США стал лучшим в 1992 году, опредив все поп- и рок-альбомы. Также он стал и лучшим кантри-альбомом 1992 года, притом, что 4 из 5 лучших кантри-дисков этого года все принадлежали Гарту Бруксу: № 3 — No Fences, № 4 — The chase, № 5 — Garth Brooks.
| Чарты (1991/1992)                 | Высшая позиция |
| --------------------------------- | -------------- |
| Australian Albums Chart           | 21             |
| Canadian RPM Top Albums           | 22             |
| Canadian RPM Country Albums       | 1              |
| Европа European Albums Chart      | 91             |
| Irish Albums Chart                | 10             |
| UK Albums Chart                   | 41             |
| U.S. Billboard 200                | 1              |
| U.S. Billboard Top Country Albums | 1              |

| Страна     | Продавец | Сертификации  | Продажи     |
| ---------- | -------- | ------------- | ----------- |
| Австралия  | ARIA     | Platinum      | 70,000+     |
| Канада     | CRIA     | 5 x Platinum  | 500,000+    |
| США        | RIAA     | 14 x Platinum | 14,800,000  |
| World-Wide |          |               | 15,370,000+ |

### Чарты десятилетия
| Чарт (1990—1999)   | Позиция |
| ------------------ | ------- |
| U.S. Billboard 200 | 12      |

### Синглы
| Год  | Сингл                  | Высшая позиция в чартах | Высшая позиция в чартах | Высшая позиция в чартах | Высшая позиция в чартах |
| Год  | Сингл                  | US Country              | CAN Country             | CAN AC                  | UK                      |
| ---- | ---------------------- | ----------------------- | ----------------------- | ----------------------- | ----------------------- |
| 1991 | «Rodeo»                | 3                       | 1                       | —                       | —                       |
| 1991 | «Shameless»            | 1                       | 1                       | 26                      | 71                      |
| 1991 | «What She’s Doing Now» | 1                       | 1                       | —                       | —                       |
| 1992 | «Papa Loved Mama»      | 3                       | 2                       | —                       | —                       |
| 1992 | «The River»            | 1                       | 1                       | —                       | —                       |